# Marinus Hendrik Gelinck
Marinus Hendrik Gelinck (Den Haag, 14 oktober 1910 – 18 december 1989) was een Nederlands jurist.

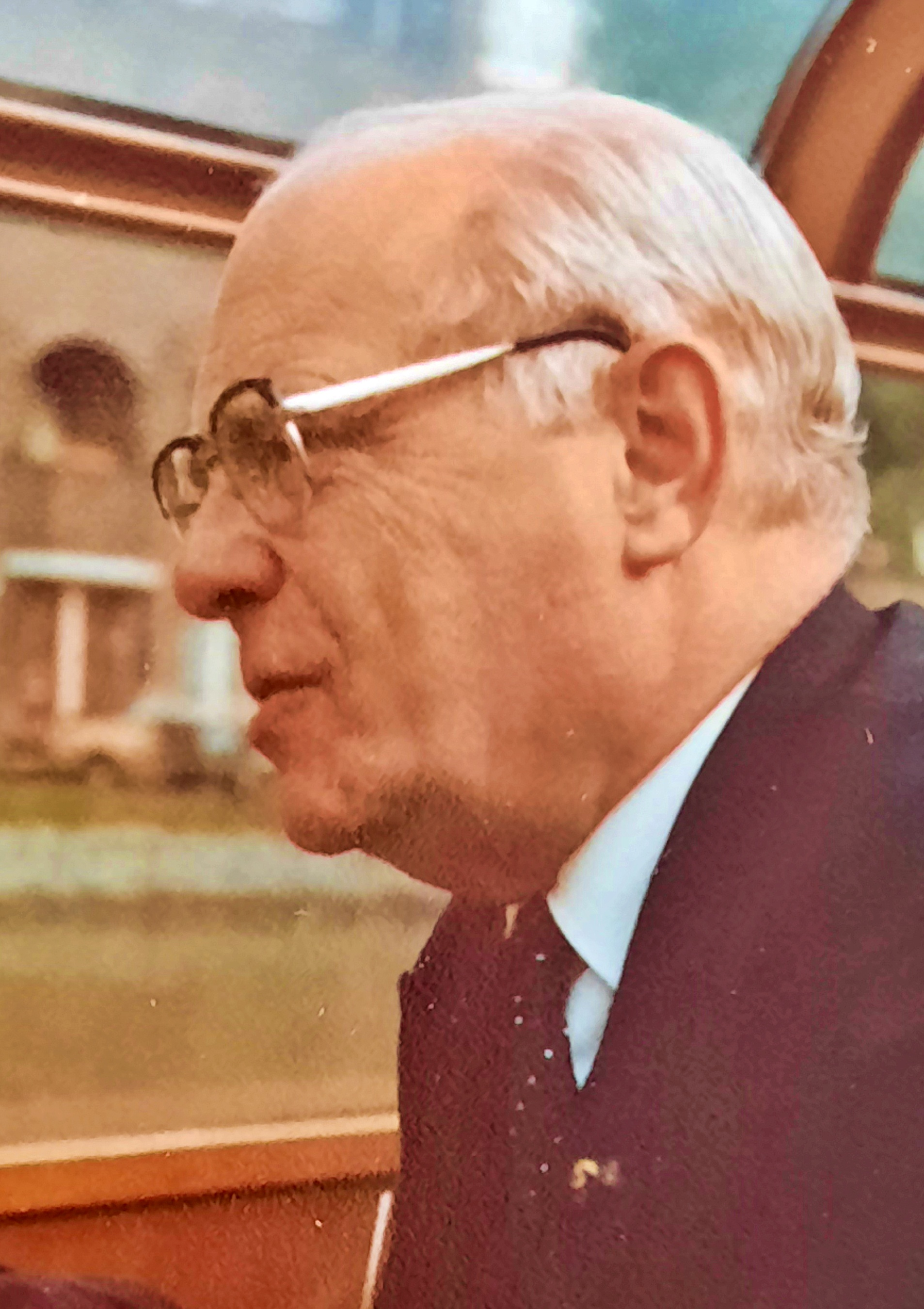
Marinus Hendrik Gelinck

Hij werd geboren als oudste zoon van de arts Henri Willem Johan Gelinck (1876-1941). M.H. Gelinck studeerde tot december 1933 rechten aan de Universiteit van Leiden en werd in augustus 1934 benoemd tot waarnemend ambtenaar bij het Openbaar Ministerie (OM) in Arnhem. Enkele maanden later kreeg hij diezelfde functie in Den Haag en in september 1939 volgde zijn aanstelling tot ambtenaar bij het OM in Maastricht. Tijdens de Tweede Wereldoorlog was hij als gijzelaar geïnterneerd in Haaren en Sint Michielsgestel (1942-1944).
Na die oorlog werd hij benoemd tot advocaat-fiscaal bij het bijzonder gerechtshof in Amsterdam waarbij hij zich bezighield met zaken als oorlogsmisdaden, misdaden tegen de menselijkheid en zuiveringskwesties. Gelinck zou zijn werk als advocaat-fiscaal voortzetten tot januari 1950 hoewel hij in juni 1949 tevens benoemd werd als substituut-officier van justitie bij de rechtbank in Maastricht. Begin augustus 1952 werd hij officier van justitie bij de rechtbank in Leeuwarden waar hij als zodanig te maken kreeg met bekende strafzaken als de moord op de slikwerker P.J. Steegstra ('de Anjumer moordzaak') en 'de Zaak dokter O.'.
In juni 1965 volgde hij de met pensioen gaande H.R. de Zaaijer op als procureur-generaal bij het gerechtshof in Amsterdam. In 1966 werd hij geconfronteerd met de zg. Telegraaf-rellen. Als "fungerend-directeur van politie" moest hij bijstand van marechaussee en rijkspolitie voor Amsterdam regelen (1400 man op 14 juni 1966). Na de onlusten werden zowel de burgemeester als de Hoofdcommissaris van Politie n.a.v. een rapport van de Commissie van Onderzoek (Commissie Enschede) ontslagen. In 1969 werd de Commissie Justitieel Optreden in groter verband gepleegde strafbare feiten (Commissie Mulder) geïnstalleerd. Die concludeerde tot een herziening van de Politiewet, die na heftige fulminaties schielijk werd ingetrokken. Na tien jaar deze functie te hebben bekleed, ging hij eind 1975 met pensioen met het uitspreken van een rede, die verschillende krantenkoppen haalde. Hij was historisch lid van de Koninklijke Hollandsche Maatschappij der Wetenschappen.